# Снукер в Англии
Снукер в Англии — относительно популярная игра и самый развитый вид бильярда.

## История
Считается, что снукер был изобретён английским полковником Британских колониальных войск в Индии Невиллом Чемберленом. До 20 годов XX века эта игра уступала по популярности и развитии английскому бильярду, но вскоре стала самым известным видом бильярда в стране. С 1970-х снукерные турниры начали транслировать по национальному телевидению (в основном — канал Би-би-си). В пик популярности игры большинство профессиональных снукеристов были англичанами и, соответственно, большинство основных турниров также проводилось в этой стране. В настоящее время снукер остаётся практически самым известным видом бильярда в Англии и, одновременно, именно в Англии он наиболее популярен.

## Организации
Внутренними делами английского снукера занимается Английская Ассоциация Снукера и Бильярда (сокр. EASB). Также в Англии (Бристоль) находится штаб-квартира главной снукерной организации — WPBSA (руководитель WPBSA — англичанин Джейсон Фергюсон).
Ранее, до середины XX века, руководящей организацей игры была Ассоциация Бильярда и Контрольный Совет (Billiard Association & Control Council), также имеющая непосредственное отношение к Англии.

## Турниры
В Шеффилде уже более 40 лет проводится чемпионат мира — главный турнир в этой игре. Также в Англии проходит второй по значимости снукерный турнир — чемпионат Великобритании (в разное время он проводился в разных городах), самый крупный нерейтинговый турнир (Мастерс, Лондон). С самого начала XXI века количество соревнований мэйн-тура, проходивших в стране, стало постепенно сокращаться.
Ниже представлен полный список действующих профессиональных турниров, проходящих на территории Англии:
- Чемпионат мира
- Чемпионат Великобритании
- Masters
- Премьер-лига
- Championship League
- Players Tour Championship[1]

## Игроки
По статистике, английские снукеристы — самые сильные в мире за всю историю игры. За 84 чемпионата мира 47 раз этот турнир выигрывали представители Англии. Кроме того, в официальном рейтинге на начало сезона 2011/2012 из 97 игроков 52 имели английское гражданство.
Наиболее титулованные и известные снукеристы этой страны:
- Ронни О'Салливан
- Джо Дэвис
- Фред Дэвис
- Стив Дэвис
- Джимми Уайт
- Джон Палмен
- Джон Спенсер